# رقم السيتان
رقم السيتان هو مؤشر لسرعة احتراق وقود الديزل والضغط اللازم للاشتعال. وهو يقابل رقم الأوكتان في البنزين. يعد رقم السيتان عاملاً مهمًا في تحديد جودة وقود الديزل، ولكنه ليس العامل الوحيد؛ تشمل القياسات الأخرى لجودة وقود الديزل (على سبيل المثال لا الحصر) محتوى الطاقة والكثافة والمداهنة وخصائص التدفق البارد ومحتوى الكبريت.

## التعريف
الرقم السيتاني هو المقابل لفترة التأخر في الإشتعال والفترة الزمنية بين بداية الإشتعال وأول زيادة ملحوظة في الضغط خلال احتراق الوقود.
و في بعض محركات الديزل يكون الوقود صاحب الرقم السيتاني الكبير له فترات تأخر في الإشتعال أقصر من الوقود صاحب الرقم السيتاني الصغير.
باختصار، كلما زاد الرقم السيتاني كلما أصبح احتراق الوقود أسهل في حالة الانضغاط. وتحدث صفة الدق في الديزل عندما يشتعل الوقود الذي حُقِنَ داخل الأسطوانة بعد فترة تأخر مسببًا موجة صدمة متأخرة. وتقليل فترة التأخير هذه تسبب تقليل كمية الوقود الغير مشتعلة في الأسطوانة وكذلك تقليل شدة الدق.
لذلك يُسبب استخدام الوقود صاحب الرقم السيتاني الأعلى عمل المحرك بنعومة و بهدوء، وهذا لا يعني بالضرورة زيادة في الكفاءة بالرغم من حدوثها في محركات معينة.

## قيم قياسية
بشكل عام، محركات الديزل تعمل جيدًا بوقود له رقم سيتاني ما بين 40 إلى 55. والوقود صاحب الرقم الأعلى من 55 يكون له فترات تأخر في الاشتعال أقل، مسببًا زيادة أكبر في الوقت المتاح للوقود للاحتراق. لذلك محركات الديزل صاحبة السرعات المرتفعة تعمل بكفاءة أعلى مع الوقود صاحب الرقم السيتاني الكبير .
1. في أوروبا"، عين الرقم السيتاني الأدنى ليكون 38 وذلك في عام 1994 و40 في عام 2000، بينما الرقم القياسي الآن في الاتحاد الأوربي وآيسلندا وسويسرا تم تعيينه ليكون 51 بينما وقود الديزل الممتاز يكون له رقم سيتاني أعلي من 60.[2]

في أمريكا الشمالية تعتمد معظم الولايات رقم سيتاني أدنى ليكون 40 وكقيم نموذجية ما بين 42 إلى 45
ومن الممكن أن يحتوي الوقود الممتاز على إضافات لتحسين الرقم السيتاني واللزوجة وتقليل تراكمات الكربون وقطرات المياه الصغيرة والإضافات الأخرى تعتمد على الظروف الموسمية و الجغرافيا واحتياجاتها.

## الإضافات
تستخدم نترات الالكيل وثالث أكسيد البوتيلي كإضافات لزيادة الرقم السيتاني.

## الوقود البديل
الديزل الحيوي المستخرج من مصادر زيوت الخضروات تم تسجيل احتواءه على رقم سيتاني في المدى ما بين 46 إلى 52. وثنائي ميثيل الإثير هو أيضًا وقود حيوي يحتوي على رقم سيتاني ما بين 55 إلى 60 ويمكن إنتاجه كوقود حيوي.

## تعيين الرقم السيتاني
يتم تحديد الرقم السيتاني في المعمل بخلط خليط من وقود السيتان وهو وقود له فترة تأخر صغيرة في الانفجار ووقود ألفا ميثيل نفتالين وهو وقود له فترة تأخر كبيرة في الاشتعال ويتم خلط هذين النوعين من الوقود بنسب مختلفة وتشغيل محرك الاختبار بهذا الخليط وتحدد فترة تأخير الاشتعال لكل خليط وتوضع في جدول.
وعند تشغيل محرك الاختبار بالوقود المراد تعيين رقم السيتان له تقاس فترة تأخر الاشتعال وتقارن بأنواع من الخليط السابق، فإذا وجدنا أن فترة التأخر في الاشتعال تناظر خليطًا مكونًا من 60% من السيتان و40% من ألفا ميثيل نفتالين يكون الرقم السيتاني للوقود يساوي 60 وهكذا.

## طالع أيضًا
- John B. Heywood (1988). Internal Combustion Engine Fundamentals. McGraw Hill. {{استشهاد بكتاب}}: الوسيط غير المعروف |الرقم المعياري= تم تجاهله يقترح استخدام |ردمك= (مساعدة)
- Keith Owen, Trevor Coley SAE (1995). Automotive Fuels Reference Book. {{استشهاد بكتاب}}: الوسيط غير المعروف |الرقم المعياري= تم تجاهله يقترح استخدام |ردمك= (مساعدة)

## روابط خارجية
- Article by Bruce Hamilton
- Explanation of Cetane from BP